# Staffan Olsson
Staffan Olsson, švedski rokometaš, * 26. marec 1964.
Leta 1988 je na poletnih olimpijskih igrah v Seulu v sestavi švedske rokometne reprezentance osvojil 5. mesto.
Čez štiri, osem in dvanajst let pa je z isto reprezentanco osvojil srebrno medaljo.